# Transit (rivière)
Pour les articles homonymes, voir Transit.
Le fleuve Transit  est un cours d'eau de la région du Fiordland  de l’Ile du Sud de la Nouvelle-Zélande, s’écoulant dans Milford Sound